# Malá Bukovina (Chvalkovice)
Malá Bukovina (německy Klein Bukowina) je malá vesnice, část obce Chvalkovice v okrese Náchod. Nachází se asi 1 km na severozápad od Chvalkovic. V roce 2009 zde bylo evidováno 28 adres. V roce 2001 zde trvale žilo 22 obyvatel.
Malá Bukovina leží v katastrálním území Malá Bukovina u Chvalkovic o rozloze 1,87 km2. V katastrálním území Malá Bukovina u Chvalkovic leží i Výhled.